# Heathrow Airport Holdings
Heathrow Airport Holdings (HAH) is de nieuwe naam voor British Airport Authority (BAA). Het is de eigenaar en exploitant van London Heathrow Airport in het Verenigd Koninkrijk. Na de verkoop van diverse vliegvelden werd in 2012 de naam veranderd van British Airport Authority in Heathrow Airport Holdings.

## Geschiedenis
British Airports Authority ontstond in 1966. Het bedrijf werd opgericht om de Londense vliegvelden uit handen van de regering in een commercieel bedrijf te plaatsen. Het bedrijf maakte niet veel later zijn beursgang op de London Stock Exchange en maakte deel uit van de FTSE 100 aandelenindex. In juli 2006 werd het bedrijf voor 10 miljard pond overgenomen door het Spaanse bedrijf Ferrovial.
In maart 2009 maakte de Britse mededingingsautoriteit bekend dat BAA drie van de toen zeven vliegvelden moest verkopen: de Londense vliegvelden Gatwick en Stansted en een van de twee Schotse vliegvelden Edinburgh en Glasgow. In december 2009 werd Gatwick voor £ 1,51 miljard verkocht aan Global Infrastructure Partners, een investeringsfonds van voornamelijk Credit Suisse en General Electric, dat ook vliegveld Londen City in bezit heeft.
In 2012 werd de naam gewijzigd van British Airports Authority naar Heathrow Airport Holdings.
Per ultimo 2014 werden de luchthavens van Aberdeen, Glasgow en Southampton verkocht. De drie gaan over naam een consortium van Ferrovial en Macquarie. De twee betalen £ 1 miljard aan Heathrow Airport Holdings (HAH). Na de verkoop heeft HAH alleen nog London Heathrow Airport in handen.

## Aandeelhouders
Na de overname in 2006 door een consortium onder leiding van Ferrovial zijn alle aandelen HAH in handen gekomen van FGP Topco Limited. Van FGP Topco zijn de aandeelhouders: Ferrovial S.A. (25,0%), Qatar Investment Authority (20,0%), Caisse de dépôt et placement du Québec (CDPQ) (12,6%), GIC (11,2%), Alinda Capital Partners (11,2%), China Investment Corporation (10,0%) en Universities Superannuation Scheme (USS) (10,0%).